# Seweryn Smarzewski
Seweryn Walenty Smarzewski (18. února 1818 Myšljatyči – 16. března 1888 Vídeň) byl rakouský statkář a politik polské národnosti z Haliče, během revolučního roku 1848 poslanec Říšského sněmu, později poslanec předlitavské Říšské rady.

## Biografie
Narodil se v obci Myślatycze (dnes Myšljatyči na západní Ukrajině). Jeho otcem byl veřejně a politicky aktivní šlechtic Marcin Smarzewski (1788–1866). Seweryn vychodil soukromou školu ve Lvově a v letech 1836–1837 navštěvoval technickou fakultu vídeňské polytechniky.
Během revolučního roku 1848 se zapojil do politického dění. Byl členem Národní rady ve Lvově. Ve volbách roku 1848 byl také zvolen na rakouský ústavodárný Říšský sněm. Zastupoval volební obvod Rohatyn v Haliči. Uvádí se jako statkář. Patřil ke sněmovní levici. Na sněmu působil jako předák polské frakce. Patřil k levému křídlu politické scény. Prosazoval zrušení poddanství bez náhrad a sám toto provedl na svém panství.
Do politiky se vrátil po obnovení ústavní vlády v 60. letech. V letech 1861–1888 byl poslancem Haličského zemského sněmu, přičemž v letech 1867–1870 byl i členem zemského výboru. Podílel se na přijetí Haličské rezoluce. Zemský sněm ho v roce 1872 delegoval i do Říšské rady (celostátní parlament), tehdy ještě volené nepřímo. Složil slib 17. prosince 1872, mandát byl ale 21. dubna 1873 prohlášen pro dlouhodobou absenci za zaniklý. Zastupoval kurii velkostatkářskou Haliči. Opětovně se do parlamentu vrátil v prvních přímých volbách do Říšské rady roku 1873, kdy uspěl ve velkostatkářské kurii v Haliči. Slib složil 5. listopadu 1873. Mandát obhájil ve volbách do Říšské rady roku 1879 i volbách do Říšské rady roku 1885 a ve vídeňském parlamentu setrval až do své smrti roku 1888. V letech 1873–1879 byl členem rakousko-uherských parlamentních delegací. Na Říšské radě se profiloval jako zástupce agrárního svazu. V roce 1880 byl hlavním zpravodajem návrhu rozpočtu. V rámci střechové poslanecké frakce Polský klub reprezentoval liberálně demokratické křídlo.
Podporoval rozvoj haličského hospodářství. Byl prezidentem zemědělské společnosti ve Lvově.